# Sheet Music
Sheet Music ist das zweite Studioalbum der Rockband 10cc aus Manchester. Es erschien 1974 und enthielt die Hit-Singles "The Wall Street Shuffle" und "Silly Love". Das Album erreichte Platz 9 der UK Charts und Platz 81 der US-amerikanischen Albumcharts Billboard 200.
In einem Interview im Jahre 2006 nominierte Ex-Schlagzeuger Kevin Godley Sheet Music als sein Lieblingsalbum der Band. Er sagte: "Wir hatten wirklich begonnen, kreativ zu sein und keine Grenzen anzuerkennen. Wir waren alle aufeinander eingespielt und erkundeten unsere gemeinsamen und individuellen Fähigkeiten. Wir hatten viel Energie bei dieser Aufnahme und eine Unschuld, die für alles offen war."
Graham Gouldman äußerte, dass er Sheet Music für das beste Album von 10cc hält. Auf der Bandwebseite schreibt er: "Unser bestes Album, welches 10cc verkörpert hat. Einzigartiges Songwriting und Produktion."

## Titelliste
- 01. "The Wall Street Shuffle" (Stewart, Gouldman) – 3:54
- 02. "The Worst Band in the World" (Gouldman, Creme) – 2:49
- 03. "Hotel" (Godley, Creme) – 4:54
- 04. "Old Wild Men" (Godley, Creme) – 3:21
- 05. "Clockwork Creep" (Godley, Creme) – 2:46
- 06. "Silly Love" (Stewart, Creme) – 4:01
- 07. "Somewhere in Hollywood" (Godley, Creme) – 6:39
- 08. "Baron Samedi" (Stewart, Gouldman) – 3:46
- 09. "The Sacro-Iliac" (Godley, Gouldman) – 2:33
- 10. "Oh Effendi" – 2:49
- 11. "Waterfall" – 2:49
- 12. "18 Carat Man of Means" – 3:27
- 13. "Gismo My Way" – 3:43
- 14. "The Worst Band in the World [Radio Version]" – 2:49

(Titel 11 ist  von dem 1993 erschienenen deutschen Re-Release,Titel 12-14 sind von dem 2007 erschienenen EU Re-Release)

## Besetzung
- Graham Gouldman – Bass-Gitarre, Perkussion, Gesang
- Kevin Godley – Schlagzeug, Perkussion, Gesang
- Eric Stewart – Gitarre, Keyboard, Gesang
- Lol Creme – Gitarre, Keyboard, Perkussion, Gesang